# Montserrat Casas i Soldevila
Montserrat Casas i Soldevila   (Alella, 1933 - 16 de maig de 2024) va ser una religiosa clarissa, abadessa del monestir de Santa Maria de Pedralbes.
Criada a Alella, era molt jove quan va decidir ser monja. Va entrar al monestir de Santa Maria de Pedralbes el 1955, va fer la professió solemne el 1960 i va ser abadessa del monestir des de l'octubre del 2013 fins a la seva mort.
Durant la seva etapa com abadessa va dedicar-se a la rehabilitació del patrimoni i a preparar el 700 aniversari del monestir. Va tenir una relació cordial amb els alcaldes de Barcelona Jordi Hereu, Xavier Trias, Ada Colau i Jaume Collboni. A través de la Fundació Alícia va assegurar la preservació de la recepta del mató de Pedralbes, que fins aquell moment havia passat en secret d'abadessa a abadessa.